# Archivos eclesiásticos
Los Documentos eclesiásticos son todos los archivos cuya administración es ejercida por una organización religiosa dentro de una determinada jurisdicción. En los países occidentales se trata de aquellos archivos que están bajo la tutela de la Iglesia católica o sus ramificaciones.

## Clasificación
Dentro de los diferentes tipos de archivo que pueden considerarse bajo este concepto están:
- Los documentos parroquiales, cuya creación oficial fue decretada, institucionalmente, por disposición del Concilio de Trento en 1562, al estipular como un mandato el registro de las actas sacramentales de los bautismos, matrimonios y defunciones y posteriormente también de la administración del sacramento de la confirmación (sin desmedro de que en algunas parroquias esta práctica se viniera ejerciendo desde varios años antes). De esta forma, toda la documentación generada durante siglos por estas prácticas, ha producido una acumulación de enormes cantidades de libros y legajos que son la base fundamental del patrimonio eclesiástico de cada parroquia. Debido a la inexistencia, hasta hace escasamente dos siglos de los Registros Civiles, toda la información personal, estadística, sociológica y genealógica de dichas entidades constituyen uno de los mayores tesoros que ha generado y aún se mantienen bajo la administración de la Iglesia.[2]

- Los documentos monacales o conventuales, que están relacionados con las bibliotecas de los monasterios y conventos, pero separados de éstas por los distinta tipología documental que en ellos se conserva o se conservó antaño.

- Los documentos catedralicios o capitulares, que incluyen todo lo relativo a lo que genera el cabildo catedralicio de cada diócesis.

- Los documentos diocesanos que cobijan la documentación que se ha ido recopilando interparroquialmente proveniente de las distintas parroquias que conforman cada diócesis, sobre todo de los períodos iniciales cuyo estado de conservación resulta más urgente y necesitado de tratamiento para evitar su deterioro.

- Los documentos vaticanos, en sus múltiples variantes según congregaciones y dicasterios, entre los cuales destaca el Archivo Apostólico Vaticano.